# Ferdinando Minoia
| Ferdinando Minoia                   | Ferdinando Minoia            |
| ----------------------------------- | ---------------------------- |
| Ferdinando Minoia 1931.             |                              |
| Državljanstvo                       | talijansko                   |
| Europsko automobilističko prvenstvo |                              |
| Sezone                              | 1931.                        |
| Momčadi                             | Alfa Romeo                   |
| Utrke                               | 3                            |
| Prvenstva                           | 1 (1931.)                    |
| Pobjede                             | 0                            |
| Podiji                              | 2                            |
| Prvo startno mjesto                 | 1                            |
| Najbrži krugovi                     | 0                            |
| Prva utrka                          | Velika nagrada Italije 1931. |
| Prva pobjeda                        | -                            |
| Posljednja pobjeda                  | -                            |
| Posljednja utrka                    | Velika nagrada Belgije 1931. |

Ferdinando "Nando" Minoia (Milano, Kraljevina Italija, 2. lipnja 1884. - Milano, Kraljevina Italija, 28. lipnja 1940.) je bio talijanski vozač automobilističkih utrka.

## Vanjske poveznice
- Ferdinando Minoia - Driver Database
- Ferdinando Minoia - Racing Sports Cars